# Kriva
Kriva (makedonsk: Крива Река, Kriva Reka) er en 75 km lang flod i den nordøstlige del af Nordmakedonien, og den største venstre biflod til floden Pčinja.
Navnet Kriva Reka betyder "Kurvet flod" på makedonsk.

## Geografi og bifloder
Floden har sit udspring på de nordøstlige skråninger af Osogovo-bjerget under toppen Carev Vrv 2.085 moh. i en højde af 1.932 moh. Ved mundingen tæt på landsbyen Klečevce løber floden i en højde af 294 moh. Fra udspringet til den første biflod til Kiselička reka (18 km fra kilden), løber floden mod nordvest og drejer derefter skarpt mod sydvest.
De vigtigste bifloder til Kriva Reka er: Kiselicka reka, Gaberska reka, Raska reka, Rankovecka reka, Vetunicka reka, Drzava (eller Rudjinska drzava), Zivusa, Duracka reka, Kratovska reka, Povisnica og Vrlej. Det hører til det Ægæiske Havs afvandingsområde. Kriva reka afvander et område på omkring 1.002 km2.